# Harpagifer palliolatus
Harpagifer palliolatus is een straalvinnige vissensoort uit de familie van ijskabeljauwen (Harpagiferidae). De wetenschappelijke naam van de soort is voor het eerst geldig gepubliceerd in 1845 door Richardson.